# Peržani
Peržani (grško (Πέρσαι)) Ajshil, starogrška tragedija, leta 472 pr. n. št.
Ajshilovi Peržani so med ohranjenimi grškimi tragedijami edina tragedija, ki snovi ne zajema iz mitologije. Namesto tega snov zajema iz bolj neposredne grške zgodovine, iz perzijskih vojn (bojev Atencev proti perzijskemu zavojevalcu). Morda so nam ravno zaradi te lastnosti Peržani bližji kot druge ohranjene grške tragedije, kjer se mora gledalec najprej vživeti v mitološko ozadje in v bogoslužno pogojenost stare dramske umetnosti. Drama ima religiozno podlago in je vzgojna tragedija – zmaga nad nekom ni nobena čast (ljudje se zavedajo skupne človeške usode: trenutno smo zmagovalci, a enkrat bomo kot Peržani), vse čaka ista usoda. 
Verzi so kratki, drama ima notranje gibanje, tragičnost ustvarja turobno vzdušje. S to dramo je Ajshil ustvaril model, kakšna naj bo upesnitev zgodovinskega dogajanja in kakšno naj bo idealno razmerje med zgodovinsko resničnostjo in poezijo.

## Zgradba
Nam ohranjeni Peržani so bili napisani v sklopu tetralogije:
- 1. del: Finej (Φινεύς)
- 2. del: Peržani (Πέρσαι)
- 3. del: Glavkos iz Potonije (Γλαῦκος Ποτνιεύς)
- Satirska igra: Prometej-Požigalec (Προμηθεύς Πυρκαιεύς)

## Osebe
- Kserks (Ξέρξης) - kralj Perzijcev, Darejev sin
- Atosa - kraljica, Kserksova mati, Darejeva žena
- duh pokojnega kralja Dareja
- glasnik
- zbor prežanskih starešin

## Vsebina
V začetku nastopi zbor, ki napove vsa ljudstva, ki so šla s Kserks v boj. Pridruži se jim še Atosa, ki je zaskrbljena, saj so jo, odkar je šel njen sin v boj, vznemirjale prikazni:
Dve ženi sta se mi prikázali,

lepó oblečeni, v peržanskem ena,

a druga v dorskem oblačilu, obe

veliko večji od žená današnjih,

vzor vse lepote in po rodu sestri.

Njih ena je za dom izžrebala

deželo grško, druga pa barbarsko.

Tedaj med njima vnel se je prepir.

Ko to moj sin je videl, ju je skušal

pobotati: obe je vpregel v voz ,

na tilnik jima je nataknil jarem.

Njih ena se ponašala je z jarmom,

voljnó je v ustih uzdo žvečila,

a druga cepetala je, z rokámi

je uzdo trgala in se upirala,

naposled jarem je zlomila v dvoje.

Moj sin zdrsi z vozá, k njemu pristopi

Daréj, ker se mu smili sin; ko Kserks

ga uzre, obleko strga si s telesa.
Te sanje so Atoso tako prestrašile, da se je naslednji dan odločila stopiti k žrtveniku in darovati bogovom, da bi jo obvarovali slabih slutenj. Vendar zboru pove, da slabih znamenj s tem še ni bilo konec. Videla naj bi kragulja, ki je s kremplji planil nad orla in ga mrcvaril, medtem ko se je orel samo potuhnil in se sploh ni branil. Zbor Atoso potolaži nato pa ji na kratko pove o ljudeh, ki jih je Kserks želel podjarmiti. To so bili Atenci, ki naj bi se po besedah vodje zbora bojevali le s kopji in se branili le s ščiti, njihovo največje bogastvo pa naj bi bili rudniki srebra. Za njih je veljalo tudi, da nikomur niso ne sužnji ne podložniki, a če bi si jih kdorkoli podjarmil, bi bil gospodar vsej Grčiji. Dialog prekine glasnik, ki prinese novice o poraženi perzijski vojski. Pove, da so Grki Perzijce premagali z zvijačo, pod pretvezo, da bodo prenehali z bitkami in ponoči na skrivaj pobegnili. Ob teh novicah začne zbor pomilovati usodo Kserksa, Atosa pa se odloči oditi k Darejevem grobu in izliti pitne darove. S tem prikliče Darejevega duha, kateremu zaupa tegobe, ki so se zgrnile nad Perzijo. Darej ji zaupa, da je bila tako preko njunega sina uresničena prerokba, ki je bila prerokovana njemu in ji svetuje:
Dežele Grkov se ne dotaknite,

čeprav premoč Peržanov bo še večja:

saj sama zemlja Grkom je zaveznik!
Ko Darejev duh izgine, tudi Atosa odide v palačo in zbor tako sam pričaka vrnitev Kserksa, ki se prikaže v raztrgani obleki, spremlja pa ga le redko število ljudi. Kserksa navdajata le še bolečina in tesnoba, saj je s svojo zaletavostjo in brezobzirno ambicioznostjo pahnil svoj narod v nesrečo. Toda čeprav je poglavitni povzročitelj vsega gorja, nam njegov lik zbuja bolj usmiljenje kot prezir. Drama se zaključi s tem, ko Kserks v spremstvu zbora odide v palačo.

## Vojna kot predmet tragedije
- vojna je tragika za ljudi, ki gredo v boj, in tudi za tiste, ki ostanejo doma
- vojna ne poruši le stavb in človeških življenj – narod je uničen na duhovni ravni
- krivda ni nikoli zbrisana – prenaša se na potomce in vse slabo se povrne

## Vir
Ajshil - prevod Kajetan Gantar (1982): Peržani, Vklenjeni Prometej, Ljubljana, Mladinska knjiga